# Mary Joe Fernández
Ne pas confondre avec Anna Maria Fernández, Clarisa Fernández, Gigi Fernández, Leylah Fernandez et María-Isabel Fernández, également joueuses de tennis.
Maria Jose « Mary Joe » Fernández épouse Godsick, née le 19 août 1971 à Saint-Domingue, en République dominicaine, est une joueuse de tennis américaine, professionnelle de 1986 à 2000, l'une des meilleures de son pays dans la première moitié des années 1990.
Mary Joe Fernández est encore, à ce jour, la plus jeune vainqueur d'un match sur le circuit WTA à treize ans et six mois (Open de Miami).
Frappant ses coups très à plat (un peu à la façon de Chris Evert), elle a remporté sept titres WTA en simple et 19 en double, dont deux médailles d'or aux Jeux olympiques en 1992 et 1996, chaque fois associée à sa cousine Gigi Fernández.
Mary Joe a aussi décroché une médaille de bronze en simple aux Jeux olympiques de Barcelone en 1992.
Outre deux succès en double dames, elle a enfin atteint trois finales en simple dans les tournois du Grand Chelem : à l'Open d'Australie en 1990 et 1992 (respectivement battue par Steffi Graf et Monica Seles) et à Roland-Garros en 1993.
En quart de finale du simple dames de Roland-Garros 1993, opposée à Gabriela Sabatini, cette dernière s’octroie le premier set 6-1 et enchaîne le second set en menant rapidement 5-1 ; Mary Joe Fernández sauve alors cinq balles de match, gagne le deuxième set et remporte le troisième 10-8. En finale, elle s'incline 6-4, 2-6, 4-6 face à Steffi Graf.

## Palmarès

### Titres en simple dames
| No | Date       | Nom et lieu du tournoi                      | Catégorie | Dotation  | Surface         | Finaliste         | Score         |          |
| -- | ---------- | ------------------------------------------- | --------- | --------- | --------------- | ----------------- | ------------- | -------- |
| 1  | 24-09-1990 | Nichirei International Championships, Tokyo | Tier II   | 350 000 $ | Moquette (int.) | Amy Frazier       | 3-6, 6-2, 6-3 | Parcours |
| 2  | 15-10-1990 | Porsche Tennis GP, Filderstadt              | Tier II   | 350 000 $ | Dur (int.)      | Barbara Paulus    | 6-1, 6-3      | Parcours |
| 3  | 22-02-1993 | Matrix Essentials Evert Cup, Indian Wells   | Tier II   | 375 000 $ | Dur (ext.)      | Amanda Coetzer    | 3-6, 6-1, 7-6 | Parcours |
| 4  | 16-05-1994 | Internationaux de Strasbourg, Strasbourg    | Tier III  | 150 000 $ | Terre (ext.)    | Gabriela Sabatini | 2-6, 6-4, 6-0 | Parcours |
| 5  | 27-02-1995 | State Farm Evert Cup, Indian Wells          | Tier II   | 430 000 $ | Dur (ext.)      | Natasha Zvereva   | 6-4, 6-3      | Parcours |
| 6  | 16-10-1995 | Brighton International, Brighton            | Tier II   | 430 000 $ | Moquette (int.) | Amanda Coetzer    | 6-4, 7-5      | Parcours |
| 7  | 12-05-1997 | German Open, Berlin                         | Tier I    | 926 250 $ | Terre (ext.)    | Mary Pierce       | 6-4, 6-2      | Parcours |

### Finales en simple dames
| No | Date       | Nom et lieu du tournoi                              | Catégorie | Dotation    | Surface         | Vainqueure        | Score         |          |
| -- | ---------- | --------------------------------------------------- | --------- | ----------- | --------------- | ----------------- | ------------- | -------- |
| 1  | 09-10-1989 | Porsche Grand Prix, Filderstadt                     | Tier III  | 250 000 $   | Dur (int.)      | Gabriela Sabatini | 7-6, 6-4      | Parcours |
| 2  | 15-01-1990 | Ford Australian Open, Melbourne                     | G. Chelem | 1 220 160 $ | Dur (ext.)      | Steffi Graf       | 6-3, 6-4      | Parcours |
| 3  | 15-04-1991 | Virginia Slims of Houston, Houston                  | Tier II   | 350 000 $   | Terre (ext.)    | Monica Seles      | 6-4, 6-3      | Parcours |
| 4  | 16-09-1991 | Nichirei International Championships, Tokyo         | Tier II   | 350 000 $   | Dur (ext.)      | Monica Seles      | 6-1, 6-1      | Parcours |
| 5  | 13-01-1992 | Ford Australian Open, Melbourne                     | G. Chelem | 2 000 000 $ | Dur (ext.)      | Monica Seles      | 6-2, 6-3      | Parcours |
| 6  | 03-02-1992 | Nokia Grand Prix, Essen                             | Tier II   | 350 000 $   | Moquette (int.) | Monica Seles      | 6-0, 6-3      | Parcours |
| 7  | 24-05-1993 | Roland-Garros, Paris                                | G. Chelem | 3 456 143 $ | Terre (ext.)    | Steffi Graf       | 4-6, 6-2, 6-4 | Parcours |
| 8  | 10-01-1994 | Peters NSW Open, Sydney                             | Tier II   | 300 000 $   | Dur (ext.)      | Kimiko Date       | 6-4, 6-2      | Parcours |
| 9  | 17-06-1996 | Direct Line International Championships, Eastbourne | Tier II   | 363 000 $   | Gazon (ext.)    | Monica Seles      | 6-0, 6-2      | Parcours |

### Titres en double dames
| No | Date       | Nom et lieu du tournoi                     | Catégorie     | Dotation    | Surface         | Partenaire        | Finalistes                          | Score         |          |
| -- | ---------- | ------------------------------------------ | ------------- | ----------- | --------------- | ----------------- | ----------------------------------- | ------------- | -------- |
| 1  | 18-09-1989 | Virginia Slims of Dallas Dallas            | Tier III      | 250 000 $   | Moquette (int.) | Betsy Nagelsen    | Elise Burgin Rosalyn Fairbank       | 7-6, 6-3      | Parcours |
| 2  | 24-09-1990 | Nichirei International Championships Tokyo | Tier II       | 350 000 $   | Moquette (int.) | Robin White       | Gigi Fernández Martina Navrátilová  | 4-6, 6-3, 7-6 | Parcours |
| 3  | 15-10-1990 | Porsche Tennis GP Filderstadt              | Tier II       | 350 000 $   | Dur (int.)      | Zina Garrison     | Mercedes Paz Arantxa Sánchez        | 7-5, 6-3      | Parcours |
| 4  | 14-01-1991 | Ford Australian Open Melbourne             | G. Chelem     | 2 000 000 $ | Dur (ext.)      | Patty Fendick     | Gigi Fernández Jana Novotná         | 7-64, 6-1     | Parcours |
| 5  | 15-03-1991 | Lipton International Championships Miami   | Tier I        | 750 000 $   | Dur (ext.)      | Zina Garrison     | Gigi Fernández Jana Novotná         | 7-5, 6-2      | Parcours |
| 6  | 16-09-1991 | Nichirei International Championships Tokyo | Tier II       | 350 000 $   | Dur (ext.)      | Pam Shriver       | Carrie Cunningham Laura Arraya      | 6-3, 6-3      | Parcours |
| 7  | 28-07-1992 | Olympic Games Barcelone                    | J. olympiques | NC          | Terre (ext.)    | Gigi Fernández    | Conchita Martínez · Arantxa Sánchez | 7-5, 2-6, 6-2 | Parcours |
| 8  | 21-09-1992 | Nichirei International Championships Tokyo | Tier II       | 350 000 $   | Dur (ext.)      | Robin White       | Yayuk Basuki Nana Miyagi            | 6-4, 6-4      | Parcours |
| 9  | 17-05-1993 | European Open Lucerne                      | Tier III      | 150 000 $   | Terre (ext.)    | Helena Suková     | Lindsay Davenport Marianne Werdel   | 6-2, 6-4      | Parcours |
| 10 | 06-03-1995 | Winter Championships Delray Beach          | Tier II       | 430 000 $   | Dur (ext.)      | Jana Novotná      | Lori McNeil Larisa Neiland          | 6-4, 6-0      | Parcours |
| 11 | 22-05-1995 | Internationaux de Strasbourg Strasbourg    | Tier III      | 161 250 $   | Terre (ext.)    | Lindsay Davenport | Sabine Appelmans Miriam Oremans     | 6-2, 6-3      | Parcours |
| 12 | 18-09-1995 | Nichirei International Championships Tokyo | Tier II       | 430 000 $   | Dur (ext.)      | Lindsay Davenport | Amanda Coetzer Linda Wild           | 6-3, 6-2      | Parcours |
| 13 | 08-01-1996 | Peters Invitational Sydney                 | Tier II       | 342 500 $   | Dur (ext.)      | Lindsay Davenport | Lori McNeil Helena Suková           | 6-3, 6-3      | Parcours |
| 14 | 27-05-1996 | Roland-Garros Paris                        | G. Chelem     | 4 456 343 $ | Terre (ext.)    | Lindsay Davenport | Gigi Fernández Natasha Zvereva      | 6-2, 6-1      | Parcours |
| 15 | 23-07-1996 | Summer Olympics Atlanta                    | J. olympiques | NC          | Dur (ext.)      | Gigi Fernández    | Jana Novotná · Helena Suková        | 7-66, 6-4     | Parcours |
| 16 | 04-11-1996 | Bank of the West Classic Oakland           | Tier II       | 450 000 $   | Moquette (int.) | Lindsay Davenport | Irina Spîrlea Nathalie Tauziat      | 6-1, 6-3      | Parcours |
| 17 | 18-11-1996 | Chase Championships New York               | Masters       | 2 000 000 $ | Moquette (int.) | Lindsay Davenport | Jana Novotná Arantxa Sánchez        | 6-3, 6-2      | Parcours |
| 18 | 31-03-1997 | Family Circle Mag. Cup Hilton Head         | Tier I        | 926 250 $   | Terre (ext.)    | Martina Hingis    | Lindsay Davenport Jana Novotná      | 7-5, 4-6, 6-1 | Parcours |
| 19 | 19-05-1997 | Open Paginas Amarillas Madrid              | Tier III      | 175 000 $   | Terre (ext.)    | Arantxa Sánchez   | Inés Gorrochategui Irina Spîrlea    | 6-3, 6-2      | Parcours |

### Finales en double dames
| No | Date       | Nom et lieu du tournoi                        | Catégorie | Dotation    | Surface         | Vainqueures                         | Partenaire           | Score         |          |
| -- | ---------- | --------------------------------------------- | --------- | ----------- | --------------- | ----------------------------------- | -------------------- | ------------- | -------- |
| 1  | 30-01-1989 | Toray Pan Pacific Open Tokyo                  | Tier III  | 250 000 $   | Moquette (int.) | Katrina Adams Zina Garrison         | Claudia Kohde-Kilsch | 6-3, 3-6, 7-6 | Parcours |
| 2  | 13-03-1989 | Virginia Slims of Florida Boca Raton          | Tier II   | 300 000 $   | Dur (ext.)      | Jana Novotná Helena Suková          | Jo Durie             | 6-4, 6-2      | Parcours |
| 3  | 07-08-1989 | Virginia Slims of Los Angeles Manhattan Beach | Tier II   | 300 000 $   | Dur (ext.)      | Martina Navrátilová Wendy Turnbull  | Claudia Kohde-Kilsch | 5-2, ab.      | Parcours |
| 4  | 28-08-1989 | US Open Flushing Meadows                      | G. Chelem | 2 138 000 $ | Dur (ext.)      | Hana Mandlíková Martina Navrátilová | Pam Shriver          | 5-7, 6-4, 6-4 | Parcours |
| 5  | 15-01-1990 | Ford Australian Open Melbourne                | G. Chelem | 1 220 160 $ | Dur (ext.)      | Jana Novotná Helena Suková          | Patty Fendick        | 7-65, 7-66    | Parcours |
| 6  | 05-11-1990 | Virginia Slims of New England Worcester       | Tier II   | 350 000 $   | Moquette (int.) | Gigi Fernández Helena Suková        | Jana Novotná         | 3-6, 6-3, 6-3 | Parcours |
| 7  | 28-01-1991 | Pan Pacific Open Tokyo                        | Tier II   | 350 000 $   | Moquette (int.) | Kathy Jordan Elizabeth Smylie       | Robin White          | 4-6, 6-0, 6-3 | Parcours |
| 8  | 15-04-1991 | Virginia Slims of Houston Houston             | Tier II   | 350 000 $   | Terre (ext.)    | Jill Hetherington Kathy Rinaldi     | Patty Fendick        | 6-1, 2-6, 6-1 | Parcours |
| 9  | 11-11-1991 | Virginia Slims of Philadelphia Philadelphie   | Tier II   | 350 000 $   | Moquette (int.) | Jana Novotná Larisa Neiland         | Zina Garrison        | 6-2, 6-4      | Parcours |
| 10 | 06-01-1992 | NSW Open Tmn’t of Champions Sydney            | Tier III  | 225 000 $   | Dur (ext.)      | Arantxa Sánchez Helena Suková       | Zina Garrison        | 7-6, 6-7, 6-2 | Parcours |
| 11 | 13-01-1992 | Ford Australian Open Melbourne                | G. Chelem | 2 000 000 $ | Dur (ext.)      | Arantxa Sánchez Helena Suková       | Zina Garrison        | 6-4, 7-62     | Parcours |
| 12 | 15-06-1992 | Pilkington Glass Championships Eastbourne     | Tier II   | 350 000 $   | Gazon (ext.)    | Jana Novotná Larisa Neiland         | Zina Garrison        | 6-0, 6-3      | Parcours |
| 13 | 03-05-1993 | Italian Open Rome                             | Tier I    | 750 000 $   | Terre (ext.)    | Jana Novotná Arantxa Sánchez        | Zina Garrison        | 6-4, 6-2      | Parcours |
| 14 | 18-10-1994 | Brighton International Brighton               | Tier II   | 400 000 $   | Moquette (int.) | Manon Bollegraf Larisa Neiland      | Jana Novotná         | 4-6, 6-2, 6-3 | Parcours |
| 15 | 09-01-1995 | Peters NSW Open Sydney                        | Tier II   | 322 500 $   | Dur (ext.)      | Lindsay Davenport Jana Novotná      | Patty Fendick        | 7-5, 2-6, 6-4 | Parcours |
| 16 | 15-01-1996 | Ford Australian Open Melbourne                | G. Chelem | 3 970 600 $ | Dur (ext.)      | Chanda Rubin Arantxa Sánchez        | Lindsay Davenport    | 7-5, 2-6, 6-4 | Parcours |
| 17 | 01-04-1996 | Family Circle Mag. Cup Hilton Head            | Tier I    | 926 250 $   | Terre (ext.)    | Jana Novotná Arantxa Sánchez        | Gigi Fernández       | 6-2, 6-3      | Parcours |
| 18 | 05-08-1996 | Omnium du Maurier Ltée Montréal               | Tier I    | 926 250 $   | Dur (ext.)      | Larisa Neiland Arantxa Sánchez      | Helena Suková        | 7-6, 6-1      | Parcours |
| 19 | 26-05-1997 | Roland-Garros Paris                           | G. Chelem | 4 566 003 $ | Terre (ext.)    | Gigi Fernández Natasha Zvereva      | Lisa Raymond         | 6-2, 6-3      | Parcours |
| 20 | 10-08-1998 | Boston Cup Boston                             | Tier III  | 164 250 $   | Dur (ext.)      | Lisa Raymond Rennae Stubbs          | Mariaan de Swardt    | 6-4, 6-4      | Parcours |
| 21 | 21-09-1998 | Toyota Princess Cup Tokyo                     | Tier II   | 450 000 $   | Dur (ext.)      | Anna Kournikova Monica Seles        | Arantxa Sánchez      | 6-4, 6-4      | Parcours |
| 22 | 11-01-1999 | Adidas International Sydney                   | Tier II   | 420 000 $   | Dur (ext.)      | Elena Likhovtseva Ai Sugiyama       | Anke Huber           | 6-3, 2-6, 6-0 | Parcours |
| 23 | 05-03-1999 | Evert Cup Indian Wells                        | Tier I    | 1 300 000 $ | Dur (ext.)      | Martina Hingis Anna Kournikova      | Jana Novotná         | 6-2, 6-2      | Parcours |
| 24 | 18-03-1999 | The Lipton Championships Miami                | Tier I    | 2 075 000 $ | Dur (ext.)      | Martina Hingis Jana Novotná         | Monica Seles         | 0-6, 6-4, 7-6 | Parcours |

## Parcours en Grand Chelem

### En simple dames
| Année | Open d'Australie (janvier) | Open d'Australie (janvier) | Internationaux de France | Internationaux de France | Wimbledon       | Wimbledon        | US Open         | US Open           | Open d'Australie (décembre) | Open d'Australie (décembre) |
| ----- | -------------------------- | -------------------------- | ------------------------ | ------------------------ | --------------- | ---------------- | --------------- | ----------------- | --------------------------- | --------------------------- |
| 1985  | n/a                        | n/a                        | 1er tour (1/64)          | Hana Mandlíková          | -               | -                | 2e tour (1/32)  | Ann Henricksson   | -                           | -                           |
| 1986  | n/a                        | n/a                        | 1/4 de finale            | Helena Suková            | 1er tour (1/64) | Chris Evert      | 3e tour (1/16)  | Chris Evert       | n/a                         | n/a                         |
| 1987  | -                          | -                          | 2e tour (1/32)           | Stephanie Rehe           | 4e tour (1/8)   | Dianne Balestrat | 3e tour (1/16)  | Manuela Maleeva   | n/a                         | n/a                         |
| 1988  | -                          | -                          | -                        | -                        | 4e tour (1/8)   | Steffi Graf      | 3e tour (1/16)  | Elna Reinach      | n/a                         | n/a                         |
| 1989  | 3e tour (1/16)             | Catherine Tanvier          | 1/2 finale               | Arantxa Sánchez          | 4e tour (1/8)   | Rosalyn Fairbank | 1er tour (1/64) | Wendy White       | n/a                         | n/a                         |
| 1990  | Finale                     | Steffi Graf                | 1/4 de finale            | Jennifer Capriati        | -               | -                | 1/2 finale      | Gabriela Sabatini | n/a                         | n/a                         |
| 1991  | 1/2 finale                 | Monica Seles               | 1/4 de finale            | Arantxa Sánchez          | 1/2 finale      | Steffi Graf      | 3e tour (1/16)  | Radka Zrubáková   | n/a                         | n/a                         |
| 1992  | Finale                     | Monica Seles               | 3e tour (1/16)           | Sabine Hack              | 3e tour (1/16)  | Amy Frazier      | 1/2 finale      | Monica Seles      | n/a                         | n/a                         |
| 1993  | 1/4 de finale              | Arantxa Sánchez            | Finale                   | Steffi Graf              | 3e tour (1/16)  | Zina Garrison    | -               | -                 | n/a                         | n/a                         |
| 1994  | 4e tour (1/8)              | Lindsay Davenport          | 3e tour (1/16)           | Irina Spîrlea            | 3e tour (1/16)  | Naoko Sawamatsu  | 3e tour (1/16)  | Ann Grossman      | n/a                         | n/a                         |
| 1995  | 4e tour (1/8)              | Naoko Sawamatsu            | 1er tour (1/64)          | Paola Suárez             | 1/4 de finale   | Steffi Graf      | 1/4 de finale   | Gabriela Sabatini | n/a                         | n/a                         |
| 1996  | 4e tour (1/8)              | Arantxa Sánchez            | 4e tour (1/8)            | Steffi Graf              | 1/4 de finale   | Meredith McGrath | -               | -                 | n/a                         | n/a                         |
| 1997  | 1/2 finale                 | Martina Hingis             | 1/4 de finale            | Monica Seles             | 4e tour (1/8)   | Jana Novotná     | 4e tour (1/8)   | Jana Novotná      | n/a                         | n/a                         |
| 1998  | -                          | -                          | -                        | -                        | -               | -                | 3e tour (1/16)  | Patty Schnyder    | n/a                         | n/a                         |
| 1999  | 3e tour (1/16)             | Steffi Graf                | 4e tour (1/8)            | Arantxa Sánchez          | 1er tour (1/64) | Anne Kremer      | 4e tour (1/8)   | Venus Williams    | n/a                         | n/a                         |

À droite du résultat, l’ultime adversaire.

### En double dames
| Année | Open d'Australie             | Open d'Australie           | Internationaux de France      | Internationaux de France   | Wimbledon                     | Wimbledon                 | US Open                     | US Open                   |
| ----- | ---------------------------- | -------------------------- | ----------------------------- | -------------------------- | ----------------------------- | ------------------------- | --------------------------- | ------------------------- |
| 1986  | n/a                          | n/a                        | -                             | -                          | -                             | -                         | 1er tour (1/32) R. Reggi    | P. Paradis Nathalie Phan  |
| 1987  | -                            | -                          | 1er tour (1/32) M. Werdel     | I. Demongeot N. Tauziat    | 1er tour (1/32) M. Werdel     | B. Nagelsen E. Smylie     | 2e tour (1/16) P. Tarabini  | M. L. Piatek Anne White   |
| 1988  | -                            | -                          | -                             | -                          | -                             | -                         | 2e tour (1/16) Tracy Austin | Henricksson Anne Smith    |
| 1989  | 1/4 de finale Jo Durie       | Steffi Graf G. Sabatini    | 2e tour (1/16) Jo Durie       | Jo-Anne Faull R. McQuillan | -                             | -                         | Finale Pam Shriver          | H. Mandlíková Navrátilová |
| 1990  | Finale Patty Fendick         | Jana Novotná Helena Suková | -                             | -                          | -                             | -                         | -                           | -                         |
| 1991  | Victoire Patty Fendick       | G. Fernández Jana Novotná  | 1/4 de finale Zina Garrison   | Mercedes Paz G. Sabatini   | 1/2 finale Zina Garrison      | G. Fernández Jana Novotná | 1/2 finale Zina Garrison    | Jana Novotná L. Neiland   |
| 1992  | Finale Zina Garrison         | A. Sánchez Helena Suková   | 1er tour (1/32) Zina Garrison | Tracey Morton Clare Wood   | 1/4 de finale Zina Garrison   | A. Sánchez Helena Suková  | 1/4 de finale Zina Garrison | Jana Novotná L. Neiland   |
| 1993  | 1/4 de finale Zina Garrison  | Patty Fendick J. Strnadová | 3e tour (1/8) Zina Garrison   | A. Coetzer Gorrochategui   | 1/2 finale Zina Garrison      | G. Fernández N. Zvereva   | -                           | -                         |
| 1994  | 1/4 de finale Zina Garrison  | Jana Novotná A. Sánchez    | 3e tour (1/8) Zina Garrison   | N. Medvedeva L. Neiland    | 1er tour (1/32) Zina Garrison | B. Rittner C. Singer      | -                           | -                         |
| 1995  | 1/4 de finale Patty Fendick  | L. Davenport Lisa Raymond  | 1/2 finale Patty Fendick      | G. Fernández N. Zvereva    | 1er tour (1/32) Patty Fendick | Lori McNeil Helena Suková | -                           | -                         |
| 1996  | Finale L. Davenport          | Chanda Rubin A. Sánchez    | Victoire L. Davenport         | G. Fernández N. Zvereva    | 1/4 de finale L. Davenport    | E. Smylie Linda Wild      | -                           | -                         |
| 1997  | 2e tour (1/16) Katrina Adams | K. Habšudová R. Zrubáková  | Finale Lisa Raymond           | G. Fernández N. Zvereva    | 1/4 de finale Lisa Raymond    | G. Fernández N. Zvereva   | 3e tour (1/8) Anke Huber    | A. Fusai N. Tauziat       |
| 1998  | -                            | -                          | -                             | -                          | -                             | -                         | 3e tour (1/8) A. Sánchez    | L. Davenport N. Zvereva   |
| 1999  | 2e tour (1/16) C. Morariu    | M. de Swardt E. Tatarkova  | 2e tour (1/16) Monica Seles   | Liezel Huber K. Srebotnik  | 1/4 de finale Monica Seles    | M. de Swardt E. Tatarkova | 1/4 de finale Monica Seles  | S. Williams V. Williams   |

Sous le résultat, la partenaire ; à droite, l’ultime équipe adverse.

### En double mixte
| Année | Open d'Australie            | Open d'Australie            | Internationaux de France     | Internationaux de France  | Wimbledon                     | Wimbledon                 | US Open                     | US Open                   |
| ----- | --------------------------- | --------------------------- | ---------------------------- | ------------------------- | ----------------------------- | ------------------------- | --------------------------- | ------------------------- |
| 1986  | n/a                         | n/a                         | 1er tour (1/32) F. Maciel    | Penny Barg B. Willenborg  | -                             | -                         | 2e tour (1/8) Fred Stolle   | Navrátilová Peter Fleming |
| 1987  | -                           | -                           | 1er tour (1/32) T. Carbonell | Silke Meier Laurie Warder | 1er tour (1/32) D. Ralston    | L. Antonoplis John Letts  | -                           | -                         |
| 1989  | -                           | -                           | -                            | -                         | 1/4 de finale David Wheaton   | Jana Novotná Jim Pugh     | 1/4 de finale David Wheaton | M. Bollegraf Tom Nijssen  |
| 1990  | 2e tour (1/8) David Wheaton | Jo Durie Laurie Warder      | -                            | -                         | -                             | -                         | -                           | -                         |
| 1994  | 1/4 de finale Sandon Stolle | Helena Suková T. Woodbridge | -                            | -                         | 1er tour (1/32) Paul Annacone | C. Schneider Dave Randall | 1/4 de finale Sandon Stolle | Hetherington J. de Jager  |
| 1995  | 1/4 de finale Sandon Stolle | N. Zvereva Rick Leach       | -                            | -                         | 1/4 de finale Sandon Stolle   | Navrátilová J. Stark      | -                           | -                         |
| 1996  | 2e tour (1/8) Alex O'Brien  | Irina Spîrlea Van Emburgh   | -                            | -                         | -                             | -                         | -                           | -                         |
| 1997  | -                           | -                           | -                            | -                         | 2e tour (1/16) Sandon Stolle  | M. de Swardt Neil Broad   | -                           | -                         |

Sous le résultat, le partenaire ; à droite, l’ultime équipe adverse.

## Parcours aux Masters

### En simple dames
| # | Date       | Nom de l'édition                      | ($)       | Surface         | Résultat       | Ultime adversaire   | Score         |          |
| - | ---------- | ------------------------------------- | --------- | --------------- | -------------- | ------------------- | ------------- | -------- |
| 1 | 13/11/1989 | Virginia Slims Championships New York | 1 000 000 | Moquette (int.) | 1er tour (1/8) | Martina Navrátilová | 6-2, 6-3      | Parcours |
| 2 | 12/11/1990 | Virginia Slims Championships New York | 3 000 000 | Moquette (int.) | 1/2 finale     | Monica Seles        | 6-3, 6-4      | Parcours |
| 3 | 18/11/1991 | Virginia Slims Championships New York | 3 000 000 | Moquette (int.) | 1/4 de finale  | Monica Seles        | 6-3, 6-2      | Parcours |
| 4 | 16/11/1992 | Virginia Slims Championships New York | 3 000 000 | Moquette (int.) | 1er tour (1/8) | Jana Novotná        | 7-6, 6-2      | Parcours |
| 5 | 15/11/1993 | Virginia Slims Championships New York | 3 708 500 | Moquette (int.) | 1er tour (1/8) | Amanda Coetzer      | 6-1, 1-6, 6-3 | Parcours |
| 6 | 13/11/1995 | WTA Tour Championships New York       | 2 000 000 | Moquette (int.) | 1/4 de finale  | Steffi Graf         | 6-3, 6-4      | Parcours |
| 7 | 17/11/1997 | Chase Championships New York          | 2 000 000 | Moquette (int.) | 1/4 de finale  | Irina Spîrlea       | 5-7, 6-2, 7-5 | Parcours |

### En double dames
| # | Date       | Nom de l'édition                      | ($)       | Surface         | Résultat      | Partenaire        | Ultimes adversaires             | Score         |          |
| - | ---------- | ------------------------------------- | --------- | --------------- | ------------- | ----------------- | ------------------------------- | ------------- | -------- |
| 1 | 18/11/1991 | Virginia Slims Championships New York | 3 000 000 | Moquette (int.) | 1/2 finale    | Zina Garrison     | Gigi Fernández Jana Novotná     | 6-3, 3-6, 6-1 | Parcours |
| 2 | 16/11/1992 | Virginia Slims Championships New York | 3 000 000 | Moquette (int.) | 1/4 de finale | Zina Garrison     | Martina Navrátilová Pam Shriver | 6-1, 6-4      | Parcours |
| 3 | 18/11/1996 | Chase Championships New York          | 2 000 000 | Moquette (int.) | Victoire      | Lindsay Davenport | Jana Novotná Arantxa Sánchez    | 6-3, 6-2      | Parcours |

## Parcours aux Jeux olympiques

### En simple dames
| # | Date       | Nom de l'olympiade             | Surface      | Résultat                 | Ultime adversaire | Score    |          |
| - | ---------- | ------------------------------ | ------------ | ------------------------ | ----------------- | -------- | -------- |
| 1 | 28/07/1992 | Olympic Tennis Event Barcelone | Terre (ext.) | Bronze                   | Arantxa Sánchez   | Partage  | Parcours |
| 2 | 23/07/1996 | Olympic Tennis Event Atlanta   | Dur (ext.)   | 4e place (petite finale) | Jana Novotná      | 7-6, 6-4 | Parcours |

### En double dames
| # | Date       | Nom de l'olympiade             | Surface      | Résultat | Partenaire     | Ultimes adversaires                 | Score         |          |
| - | ---------- | ------------------------------ | ------------ | -------- | -------------- | ----------------------------------- | ------------- | -------- |
| 1 | 28/07/1992 | Olympic Tennis Event Barcelone | Terre (ext.) | Or       | Gigi Fernández | Conchita Martínez · Arantxa Sánchez | 7-5, 2-6, 6-2 | Parcours |
| 2 | 23/07/1996 | Olympic Tennis Event Atlanta   | Dur (ext.)   | Or       | Gigi Fernández | Jana Novotná · Helena Suková        | 7-66, 6-4     | Parcours |

## Parcours en Coupe de la Fédération
| #                                                                          | Date       | Lieu          | Surface         | Gagnante(s)                       | Perdante(s)                       | Score           |          |
|                                                                            |            |               |                 |                                   |                                   |                 |          |
| 1991 - 2e tour (groupe mondial) - Bulgarie - États-Unis - 0 : 3            |            |               |                 |                                   |                                   |                 |          |
| 1                                                                          | 24/07/1991 | Nottingham    |                 | Mary Joe Fernández                | Katerina Maleeva                  | 6-2, 6-1        | Parcours |
|                                                                            |            |               |                 |                                   |                                   |                 |          |
| 1991 - 1/4 de finale (groupe mondial) - Autriche - États-Unis - 1 : 2      |            |               |                 |                                   |                                   |                 |          |
| 2                                                                          | 25/07/1991 | Nottingham    |                 | Mary Joe Fernández                | Barbara Paulus                    | 6-1, 6-1        | Parcours |
|                                                                            |            |               |                 |                                   |                                   |                 |          |
| 1991 - 1/2 finale (groupe mondial) - Tchécoslovaquie - États-Unis - 0 : 3  |            |               |                 |                                   |                                   |                 |          |
| 3                                                                          | 27/07/1991 | Nottingham    |                 | Mary Joe Fernández                | Jana Novotná                      | 6-4, 0-6, 9-7   | Parcours |
|                                                                            |            |               |                 |                                   |                                   |                 |          |
| 1991 - Finale (groupe mondial) - Espagne - États-Unis - 2 : 1              |            |               |                 |                                   |                                   |                 |          |
| 4                                                                          | 18/07/1991 | Nottingham    |                 | Arantxa Sánchez                   | Mary Joe Fernández                | 6-3, 6-4        | Parcours |
|                                                                            |            |               |                 |                                   |                                   |                 |          |
| 1994 - 1er tour (groupe mondial) - République tchèque - États-Unis - 0 : 3 |            |               |                 |                                   |                                   |                 |          |
| 5                                                                          | 19/07/1994 | Francfort     | Terre (ext.)    | Mary Joe Fernández                | Petra Langrová                    | 6-2, 6-4        | Parcours |
|                                                                            |            |               |                 |                                   |                                   |                 |          |
| 1994 - 2e tour (groupe mondial) - Canada - États-Unis - 0 : 3              |            |               |                 |                                   |                                   |                 |          |
| 6                                                                          | 21/07/1994 | Francfort     | Terre (ext.)    | Mary Joe Fernández                | Helen Kelesi                      | 6-1, 4-1, ab.   | Parcours |
|                                                                            |            |               |                 |                                   |                                   |                 |          |
| 1994 - 1/4 de finale (groupe mondial) - Autriche - États-Unis - 0 : 3      |            |               |                 |                                   |                                   |                 |          |
| 7                                                                          | 22/07/1994 | Francfort     | Terre (ext.)    | Mary Joe Fernández                | Petra Ritter                      | 6-2, 6-4        | Parcours |
| 7                                                                          | 22/07/1994 | Francfort     | Terre (ext.)    | Gigi Fernández Mary Joe Fernández | Sylvia Plischke Barbara Schett    | 6-4, 6-1        | Parcours |
|                                                                            |            |               |                 |                                   |                                   |                 |          |
| 1994 - 1/2 finale (groupe mondial) - France - États-Unis - 0 : 3           |            |               |                 |                                   |                                   |                 |          |
| 8                                                                          | 23/07/1994 | Francfort     | Terre (ext.)    | Mary Joe Fernández                | Julie Halard                      | 6-1, 6-3        | Parcours |
|                                                                            |            |               |                 |                                   |                                   |                 |          |
| 1994 - Finale (groupe mondial) - Espagne - États-Unis - 3 : 0              |            |               |                 |                                   |                                   |                 |          |
| 9                                                                          | 18/07/1994 | Francfort     | Terre (ext.)    | Conchita Martínez                 | Mary Joe Fernández                | 6-2, 6-2        | Parcours |
| 9                                                                          | 18/07/1994 | Francfort     | Terre (ext.)    | Conchita Martínez Arantxa Sánchez | Gigi Fernández Mary Joe Fernández | 6-3, 6-4        | Parcours |
|                                                                            |            |               |                 |                                   |                                   |                 |          |
| 1995 - 1/4 de finale (groupe mondial) - États-Unis - Autriche - 5 : 0      |            |               |                 |                                   |                                   |                 |          |
| 10                                                                         | 22/04/1995 | Aventura      | Dur (ext.)      | Mary Joe Fernández                | Barbara Schett                    | 6-2, 6-4        | Parcours |
| 10                                                                         | 22/04/1995 | Aventura      | Dur (ext.)      | Mary Joe Fernández                | Judith Wiesner                    | 6-3, 2-6, 6-3   | Parcours |
|                                                                            |            |               |                 |                                   |                                   |                 |          |
| 1995 - 1/2 finale (groupe mondial) - États-Unis - France - 3 : 2           |            |               |                 |                                   |                                   |                 |          |
| 11                                                                         | 22/07/1995 | Wilmington    | Moquette (int.) | Mary Pierce                       | Mary Joe Fernández                | 7-61, 6-3       | Parcours |
| 11                                                                         | 22/07/1995 | Wilmington    | Moquette (int.) | Julie Halard                      | Mary Joe Fernández                | 1-6, 7-5, 6-1   | Parcours |
|                                                                            |            |               |                 |                                   |                                   |                 |          |
| 1995 - Finale (groupe mondial) - Espagne - États-Unis - 3 : 2              |            |               |                 |                                   |                                   |                 |          |
| 12                                                                         | 25/11/1995 | Valence       | Terre (ext.)    | Arantxa Sánchez                   | Mary Joe Fernández                | 6-3, 6-2        | Parcours |
| 12                                                                         | 25/11/1995 | Valence       | Terre (ext.)    | Conchita Martínez                 | Mary Joe Fernández                | 6-3, 6-4        | Parcours |
|                                                                            |            |               |                 |                                   |                                   |                 |          |
| 1996 - 1/4 de finale (groupe mondial) - Autriche - États-Unis - 2 : 3      |            |               |                 |                                   |                                   |                 |          |
| 13                                                                         | 27/04/1996 | Salzbourg     | Terre (ext.)    | Mary Joe Fernández                | Judith Wiesner                    | 6-3, 7-65       | Parcours |
| 13                                                                         | 27/04/1996 | Salzbourg     | Terre (ext.)    | Mary Joe Fernández                | Barbara Paulus                    | 6-3, 7-64       | Parcours |
| 13                                                                         | 27/04/1996 | Salzbourg     | Terre (ext.)    | Gigi Fernández Mary Joe Fernández | Petra Ritter Judith Wiesner       | 6-0, 6-4        | Parcours |
|                                                                            |            |               |                 |                                   |                                   |                 |          |
| 1996 - Finale (groupe mondial) - États-Unis - Espagne - 5 : 0              |            |               |                 |                                   |                                   |                 |          |
| 14                                                                         | 28/09/1996 | Atlantic City | Moquette (int.) | Mary Joe Fernández Linda Wild     | Gala León García Virginia Ruano   | 6-1, 6-4        | Parcours |
|                                                                            |            |               |                 |                                   |                                   |                 |          |
| 1997 - 1/4 de finale (groupe mondial) - Pays-Bas - États-Unis - 3 : 2      |            |               |                 |                                   |                                   |                 |          |
| 15                                                                         | 01/03/1997 | Haarlem       | Moquette (int.) | Miriam Oremans                    | Mary Joe Fernández                | 6-1, 6-4        | Parcours |
| 15                                                                         | 01/03/1997 | Haarlem       | Moquette (int.) | Brenda Schultz                    | Mary Joe Fernández                | 1-6, 6-4, 9-7   | Parcours |
|                                                                            |            |               |                 |                                   |                                   |                 |          |
| 1997 - Barrage (groupe mondial I) - États-Unis - Japon - 5 : 0             |            |               |                 |                                   |                                   |                 |          |
| 16                                                                         | 12/07/1997 | Chestnut Hill | Dur (ext.)      | Mary Joe Fernández                | Ai Sugiyama                       | 4-6, 6-2, 6-2   | Parcours |
|                                                                            |            |               |                 |                                   |                                   |                 |          |
| 1998 - 1/4 de finale (groupe mondial) - États-Unis - Pays-Bas - 5 : 0      |            |               |                 |                                   |                                   |                 |          |
| 17                                                                         | 18/04/1998 | Kiawah Island | Terre (ext.)    | Mary Joe Fernández Lisa Raymond   | Manon Bollegraf Caroline Vis      | 6-1, ab.        | Parcours |
|                                                                            |            |               |                 |                                   |                                   |                 |          |
| 1998 - 1/2 finale (groupe mondial) - Espagne - États-Unis - 3 : 2          |            |               |                 |                                   |                                   |                 |          |
| 18                                                                         | 25/07/1998 | Madrid        | Terre (ext.)    | Conchita Martínez Arantxa Sánchez | Mary Joe Fernández Lisa Raymond   | 6-4, 6-75, 11-9 | Parcours |

## Classements WTA en fin de saison

### En simple
| Année | 1985 | 1986 | 1987 | 1988 | 1989 | 1990 | 1991 | 1992 | 1993 | 1994 | 1995 | 1996 | 1997 | 1998 | 1999 |
| Rang  | 99   | 27   | 20   | 15   | 12   | 4    | 8    | 6    | 7    | 14   | 8    | 16   | 10   | 76   | 38   |

Source : (en) « Classements de Mary Joe Fernández », sur le site officiel du WTA Tour

### En double
| Année | 1986 | 1987 | 1988 | 1989 | 1990 | 1991 | 1992 | 1993 | 1994 | 1995 | 1996 | 1997 | 1998 | 1999 |
| Rang  | 131  | 85   | 63   | 7    | 6    | 5    | 11   | 15   | 26   | 10   | 5    | 16   | 89   | 27   |

Source : (en) « Classements de Mary Joe Fernández », sur le site officiel du WTA Tour